# 起雲劑

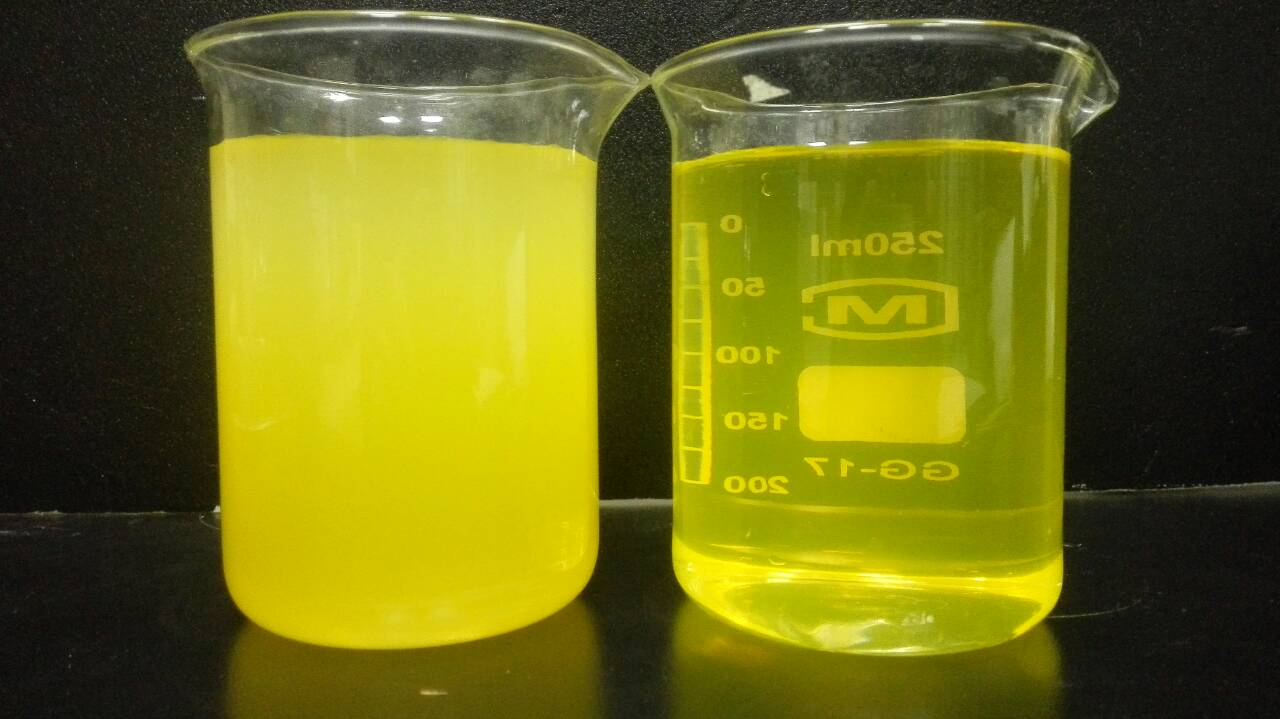
起雲劑的使用效果示範

起雲劑（英語：Cloudy agent / Cloudifier），為食品添加剂的一種，在食品衛生規範內可合法使用。主要功能為增加飲料與其他產品中的白霧感及濃稠的視覺效果，經常使用於運動飲料、非天然果汁及果凍、果醬、濃糖果漿、優酪乳粉末等食品中。 通常由阿拉伯膠、乳化劑、葵花油、棕櫚油等多種原料混合製成。
臺灣食品科技學會專業人士表示，若食品標示中有安定劑、乳化劑，都可能是起雲劑的類似產品。

## 作用原理
起雲劑的作用原理，主要來自於油水均勻混合後產生的大分子顆粒所帶來的不透明效果，可細分成水包油（oil-in-water）和油包水（water-in-oil）兩類。在天然的果汁中，水果中的油脂會與果膠等成分混合產生不透明效果，奶粉也可以產生類似效果，但奶粉在商業使用上穩定性較差，易受到酸鹼值影響導致沉澱或變質。 目前商業生產大多使用阿拉伯膠與植物油等原料製成

## 其他配方
部分起雲劑會使用二氧化鈦(白色素)作為主要成分，二氧化鈦是一種金屬氧化物，大多應用於油漆、化妝品、塗料與光觸媒中，也可作為食用色素使用(歐盟食品添加物代碼E171)，與其相關製品通常具有大量沉澱物的缺點；為了降低沉澱的速度，部分企業轉而使用奈米化或細微化的二氧化鈦來增強懸浮的效果，但也有部分研究指出，使用細微化的二氧化鈦會增強其反應活性，在人體內可能有負面的影響。 目前部分國家已經禁用二氧化鈦在食品上的使用，例如法國與印尼。
- 1972年美國專利3658552[5]
- 2004年中國專利CN200410081674.5[6]
- 2012年初，屏東科技大學食品科學系教授吳明昌與醒吾技術學院通識教育中心教授王裕泰共同指導黃評脩，花2年時間研發萃取出酵素修飾果膠，除了可代替起雲劑中的乳化劑之外，同時發現其可抑制癌細胞生長；此研發成果在2013年5月已獲得美國專利通過。[7][8]

## 外部連結
- 楊堃- 起雲劑簡介 （页面存档备份，存于）
- 【時事議題】塑化劑與起雲劑 （页面存档备份，存于） - 陳竹亭（台灣大學化學系教授＆台大科學教育發展中心主任）
- 起雲劑DEHP污染專區 （页面存档备份，存于） - 行政院衛生署食品藥物管理局
- 「食物中含塑化劑」香港特別行政區政府食物安全中心官方網頁 （页面存档备份，存于）